# Niels Brouzes
Niels Brouzes (* 3. Februar 1981 in Drancy) ist ein ehemaliger französischer Radrennfahrer.

## Karriere
Niels Brouzes gewann im Jahr 2000 die U23-Version des Chrono des Herbiers und wurde 2001 französischer Meister im Straßenrennen U23. 2002 erhielt er bei dem französischen Radsportteam BigMat-Auber 93 einen regulären Vertrag, nachdem er dort im Vorjahr als Stagiaire fuhr. Er blieb bei dieser Mannschaft, für die er eine Etappe Tour de la Manche, die Eintagesrennen Tour du Finistère und Paris-Mantes-en-Yvelines sowie das Etappenrennen Ronde de l’Oise gewann, bis zum Ablauf der Saison 2010. Er beendete seine Profikarriere und wechselte zum Team V.C. Rouen 76 für das er 2011 fuhr. Danach beendete er endgültig seine Radfahraktivitäten.
Sein Vater Jean-Marcel Brouzes ist ebenfalls ein ehemaliger Radrennfahrer und Olympiateilnehmer. 
Seit 2011 ist Niels Brouzes als Sportberater und Unternehmer tätig.

### Doping
2002 wurde Brouzes bei der Tour de Normandie positiv auf Testosteron getestet und wegen Dopings ein Jahr gesperrt. Er erhielt eine Geldstrafe von 500 Schweizer Franken.

## Erfolge
2000
- Chrono des Herbiers (U23)

2001
- Französischer Meister – Straßenrennen (U23)

2005
- eine Etappe Tour de la Manche

2007
- Tour du Finistère
- Paris-Mantes-en-Yvelines

2008
- Ronde de l’Oise

2009
- Trio Normand (zusammen mit Florian Morizot und Tony Gallopin)[5]